# Simona Abraham
Simona Abraham, född 4 januari 1985, är en svensk TV-programledare och TV-producent. 
Abraham var programledare för Planet Voice på The Voice TV. Planet Voice ledde hon tillsammans med Danny Dee. Hon var även bisittare till Carina Berg i The Voice Sverige 2012.
Hon har även under flera säsonger varit redaktör för tv-programmet Idol och producent för Kompani Svan säsong 3.